# Manfred Zielonka
Manfred Zielonka, född den 24 januari 1960 i Opole, är en västtysk boxare som tog OS-brons i lätt mellanviktsboxning 1984 i Los Angeles. 